# John Illsley
John Edward Illsley (Leicester, 24 de junho de 1949) é um músico inglês, mais conhecido como baixista da banda de rock Dire Straits. Como um dos membros fundadores da banda, junto com os irmãos guitarristas Mark e David Knopfler, e o baterista Pick Withers, Illsley desempenhou um papel fundamental no desenvolvimento do som da banda. Illsley foi introduzido no Rock and Roll Hall of Fame como um membro do Dire Straits em 2018. Illsley produziu dois álbuns próprios, com Mark Knopfler como músico convidado, e ajudou nos projetos pessoais e de caridade de Mark. Ele lançou mais dois álbuns, influenciados pela banda celta Cunla.

## Biografia

### Vida pregressa
Illsley frequentou a Bromsgrove School em Worcestershire e a Further Education College perto de Kettering em Northamptonshire, antes de começar a trabalhar como estagiário de gestão para uma empresa madeireira. Ele então estudou Sociologia na Universidade de Londres e abriu uma loja de discos com sua namorada. Enquanto em Londres, ele morou com David Knopfler. Illsley foi apresentado ao irmão mais velho de David, Mark, que acabara de romper o casamento e tocava em pubs próximos. Illsley relata que voltou para casa bem cedo uma manhã, e "entrou na sala de estar e viu esta figura deitada no chão...dormindo...com um violão sobre as pernas, e ele...adormeceu enquanto ele tocava...a cabeça meio dobrada para trás, e havia um cinzeiro com pontas de cigarro e café no chão...", e foi assim que Illsley e Mark se encontraram pela primeira vez. David Knopfler estava ansioso para começar uma banda e abordou seu colega de quarto. Illsley já tocava baixo e tinha o mesmo interesse. Convencidos de que eles poderiam fazer isso, com o irmão de David, Mark como guitarrista e vocalista, David tocando guitarra base, Illsley no baixo e Pick Withers, um amigo, como baterista, os quatro começaram a formar uma banda, eventualmente chamada de Dire Straits que, segundo o boato, é porque eles desistiram de seus empregos diários e estavam em "apuros financeiros" na época em que sua banda se tornou popular. No entanto, David Knopfler nega em seu site pessoal: "A noção de que a banda estava literalmente em apuros é basicamente uma criação de mitos retrospectivos e não é factualmente suportável. Todos nós tínhamos empregos diurnos até obtermos um grande adiantamento da Polygram." Em contraste, o próprio Illsley disse: "Vivíamos com quase nada e nem mesmo podíamos pagar a conta do gás".

### Dire Straits
Além de tocar baixo em todas as gravações do Dire Straits, Illsley também contribuiu com os backing vocals, com David Knopfler, e ambos harmonizaram os vocais principais de Mark e a guitarra no show, e nos dois primeiros álbuns de estúdio da banda, Dire Straits (1978) e Communiqué (1979). Antes da banda se separar, Illsley lançou dois álbuns solo de sua autoria, Never Told a Soul (1984) e Glass (1988). Knopfler contribuiu com algumas partes da guitarra em ambos.

### Cunla
Em março de 2005, em um pub em Leicestershire, Illsley encontrou um grupo de rock celta irlandês, Cunla. Pela primeira vez desde 1993, ele subiu ao palco e tocou algumas músicas do Dire Straits com a banda. Cunla posteriormente tocou em uma festa de verão que Illsley estava organizando em Hampshire. Ele então apareceu com eles em várias ocasiões, principalmente em 23 de setembro de 2006 na Cathedrale d'Image em Les Baux de Provence, França. Esta performance foi gravada e posteriormente lançada como um álbum em 2007. Com Illsley, eles cobriram alguns números do Dire Straits, embora em estilo irlandês. Em outubro de 2008, Illsley lançou um álbum, Beautiful You, e embarcou em uma turnê pela Irlanda com o cantor e compositor Greg Pearle. Este seria o quarto álbum solo de Illsley, e o segundo lançado sem a ajuda de Mark Knopfler. Illsley colaborou com Pearle e Paul Brady na música "One" e participou do videoclipe que acompanha.

## Vida Pessoal
Illsley mora atualmente em Hampshire, sudeste da Inglaterra com sua segunda esposa Stephanie e seus quatro filhos. Ele também passa um tempo em sua casa em Provence, França. Ele é dono de um pub local, o 'East End Arms', localizado no vilarejo de East End, foi listado pela crítica como um dos "Cinquenta melhores pubs da Grã-Bretanha". Ele também é sócio de dois hotéis próximos: The Master Builder's House Hotel e The George Hotel na Ilha de Wight. Illsley é um pintor entusiasta e a primeira exposição de seu trabalho foi exibida na Nevill Keating McIlroy Gallery, Londres em 2007. Em agosto de 2014, Illsley foi uma das 200 figuras públicas que foram signatárias de uma carta ao jornal The Guardian se opondo à independência escocesa na corrida para o referendo em setembro do mesmo ano. Em novembro de 2021 John Illsley lançou um livro sobre sua vida na banda Dire Straits.

## Discografia

### Com Dire Straits
- 1978 - Dire Straits
- 1979 - Communiqué
- 1980 - Making Movies
- 1982 - Love Over Gold
- 1985 - Brothers In Arms
- 1991 - On Every Street

### Solo[12]
- 1984 - Never Told a Soul
- 1988 - Glass
- 2007 - Live in Les Baux de Provence
- 2008 - Beautiful You
- 2010 - Streets of Heaven
- 2014 - Testing the Water
- 2014 - Live in London
- 2016 - Long Shadows
- 2019 - Coming Up for Air
- 2022 - VIII